# Суха-при-Предослях
Суха-при-Предослях (словен. Suha pri Predosljah) — поселення в общині Крань, Горенський регіон, Словенія. Висота над рівнем моря: 430,2 м.